# Нуклеарна електрана Фућинг
Нуклеарна електрана Фућинг (кинески: 福清核電站, пинјин: Fúqīng Hédiànzhàn)  једна је од  нуклеарних електрана која ради у југоисточној Кини. Електрана која је у завршној фази изградње, требало би да има  6 блокова. Четири опремљена домаћим реакторима ЦПР-1000  (ПВР) (заснованим на реакторима Арева ) снаге 1000 МВ,  и два реактора треће генерације  Хуалонг један хлађених водом под притиском.

## Положај
Нуклеарна електрана Фућинг са шест блокова,  налази се на обали Источног кинеског мора у Фућингу  у градском округу Фуџо у провинцији Фућиан,  на обали залива  Ксингуа   (兴化湾 енг. Xinghua Bay), на  улазу у тајвански теснац покрај Путиана.

## Предуслови
У 13-том петогодишњем плану Кине из 2016. године, наведено је да савке године треба одобрити изградњу шест до осам нуклеарних реактора, како би удео нефосилна примарна енергија у Кини достиго 15% до 2020. и 20% до 2030. (у односу на 9,8% у 2013. години). Циљ акционог плана био је да 62% примарне енергије долази из угља 2020. године, у поређењу са 72,5% колико је енергији долазило у 2007. године. То је постигнуто у 2018. години, углавном супституцијом природним гасом, а не изградњом нових постројења. 
У јуну 2015. Кина је Уједињеним нацијама предала свој предвиђени национално утврђени допринос  ублажавању и прилагођавању климатских промена за период од 2020. до 2030. године. Овај допринос је укључивао повећање удела нефосилних горива у примарној потрошњи енергије на око 20% и ограничавање емисије угљеника у 2030. години, двоструко више у односу на 2005. годину (након што је 2015. износило 158% од нивоа у 2005. и 182% у 2020. години). Годишњи просечни нови нуклеарни капацитет који су за париод од 2005. до 2020. године били 3,4 GWe/год, за период од 2020. до 2030. године износили би 9,0 GWe/год.

## Власништво и трошкови изградње
Електрана је заједничком власништво  China National Nuclear Corporation (51%), China Huadian Corp. (39%) und der Fujian Investment & Development Co Ltd. (10%). 
Изградња првог блока започела је 21. новембра 2008. године, а највећи део електране је до почетка 2021. године изграђен и ради. Трошкови електране када буде сасвим завршена 2021. биће приближно 100 милијарди јуана (око 14,7 милијарди долара).

## Историја
Први бетонски блок за изградњу Фућинг 1 постављен је 21. новембра 2008. године, за изградњу Фућинг 2 18. септембра 2009. године (3 месеца пре рока), а за блокове Фућинг 3 и Фућин 4 31. децембра 2010. године, односно 17. новембра 2012. године. Изградња блока 4 требала је започети 2011. године, али је одложена до новембра 2012. године због одлуке Кине да се изврши ревизије свих сигурносних прописа након експлозија у нуклеарној електрани Фукушима у Јапану. 
У новембру 2014. године објављено је да блокови Фућинг 5 и Фућинг 6 треба да буду изграђени према дизајну Хуалонг један, у склопу даљег развоја модела реактора ЦПР-1000.
Први бетонски блок за електану Фућинг 5 изливен је 7. маја 2015. Пет година касније, поподне, 4. септембра 2020. године Национална управа за нуклеарну безбедност Кине издала је оперативну дозволу да започне прво пуњење горивом нуклеарне јединице Фућинг 5. Прва ланчана реакција у јединици Фућинг 5 остварена је 21. октобра 2020. године, а мрежна синхронизација је успостављена 27. новембра 2020. Након пробног рада 30. јануара 2021. започела је комерцијална употреба реактора, прве светска премијера нове генерације нуклеарног реактора типа Хуалонг један.

## Организација
Организационе јединице НЕ Фућинг
| Јединица | Тип / Модел         | Почетак изградње  | Почетак рада       | Напомена             |
| -------- | ------------------- | ----------------- | ------------------ | -------------------- |
| Фаза I   |                     |                   |                    |                      |
| Фућинг 1 | PWR / CNP-1000      | 21. новембар 2008 | 22. новембар 2014  | [ 7 ]                |
| Фућинг 2 | PWR / CNP-1000      | 17. јун 2009      | 16. октобар 2015   | [ 8 ] [ 9 ]          |
| Фаза II  |                     |                   |                    |                      |
| Фућинг 3 | PWR / CNP-1000      | 31 децембар 2010  | 24. октобар 2016   | [ 10 ] [ 11 ] [ 12 ] |
| Фућинг 4 | PWR / CNP-1000      | 17. новембар 2012 | 17. септембар 2017 | [ 13 ]               |
| Фућинг 5 | PWR / Хуалонг један | 7. мај 2015       | 27. новембар 2020  | [ 4 ]                |
| Фућинг 6 | PWR / Хуалонг један | 22. децембар 2015 | (2021)             | [ 14 ]               |